# Adolph Mayer

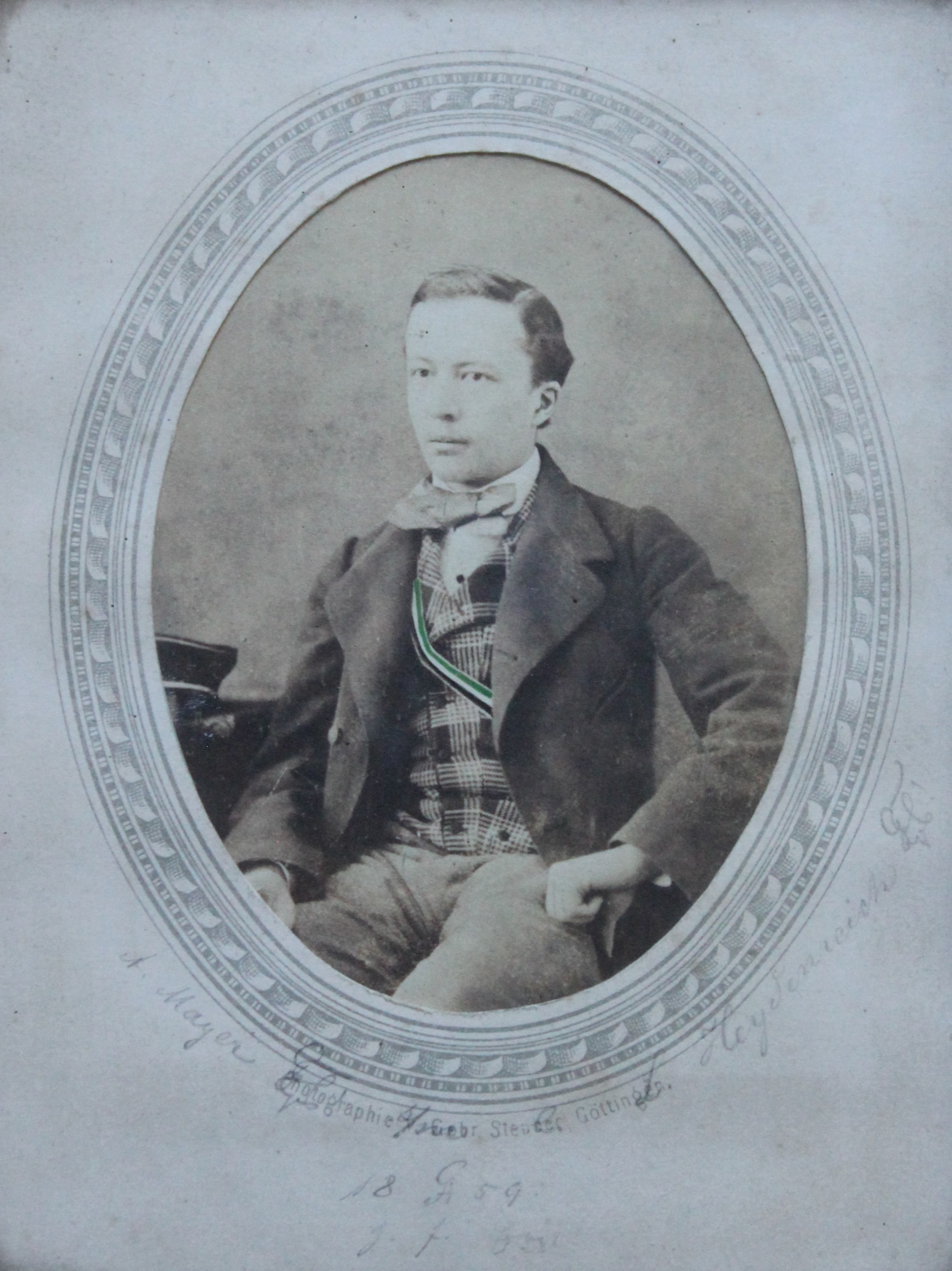
Adolph Mayer

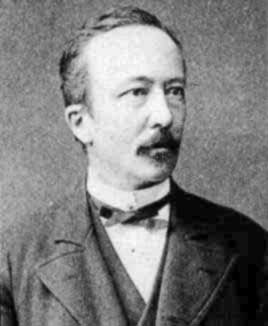
Adolph Mayer

Christian Gustav Adolph Mayer (auch: Adolf Mayer; * 15. Februar 1839 in Leipzig; † 11. April 1908 in Gries bei Bozen) war ein deutscher Mathematiker.

## Leben
Adolf Mayer war der Sohn des Leipziger Kaufmanns, Bankiers und Kammerrats Christian Adolph Mayer (1802–1875) und seiner Ehefrau Agnes geb. Frege (1809–1845), einer Nachkommin von Christian Gottlob Frege. Er besuchte die Thomasschule zu Leipzig. Er studierte Chemie, Mineralogie und vor allem Mathematik an der Ruprecht-Karls-Universität, der Georg-August-Universität und der Universität Leipzig. Seit 1859 war er Mitglied des Corps Hildeso-Guestphalia Göttingen. 1861 promovierte er in Heidelberg bei Otto Hesse. Nach Fortsetzung seiner Studien an der Albertus-Universität Königsberg habilitierte er sich 1866 an der Universität Leipzig mit der Schrift Beiträge zur Theorie der Maxima und Minima der einfachen Integrale. Dort wurde er 1871 außerordentlicher und 1881 ordentlicher Honorarprofessor. Mayer wurde 1882 Mitdirektor des von Felix Klein gegründeten Mathematischen Seminars. Von 1890 bis 1900 war er o. Professor in Leipzig. Seine Forschungsgebiete waren partielle Differentialgleichungen, Variationsrechnung und analytische Mechanik. Mayer war durch seine Herkunft materiell unabhängig. So konnte er jahrelang auf sein Gehalt verzichten, um damit die Lebensgrundlage eines jüngeren Kollegen zu sichern. Er war Mitglied der Sächsischen Akademie der Wissenschaften zu Leipzig, der Akademie der Wissenschaften zu Göttingen und der Deutschen Akademie der Naturforscher Leopoldina.
Mayer heiratete 1872 in Schönefeld (Leipzig) Margarete Weigel (1845–1922), die Tochter des Verlegers Oswald Weigel. Das Ehepaar hatte vier Kinder. Ihr Sohn Christian Adolph Mayer (* 16. Februar 1874; † 21. Dezember 1946) war Teilhaber des Bankhauses Meyer & Co. in Leipzig. Ihre Tochter Sophie Pauline Mayer (1873–1964) heiratete 1892 den Diplomaten Albert Dufour von Féronce (1868–1945).
Adolph Mayer starb während einer Süd-Tirol Reise im Hotel Austria in Gries und wurde im Mayerschen Erbbegräbnis in der IV. Abteilung des Neuen Johannisfriedhofs beerdigt.

## Werke
- Beiträge zur Theorie der Maxima und Minima einfacher Integrale. Leipzig 1866.
- Geschichte des Princips der kleinsten Action. Leipzig 1877.
- Gleichgewichtsbedingungen reibungsloser Punktsysteme und die verschiedenen Arten des Gleichgewichts. 1899. (Digitalisat Univ. Heidelberg)